# Suzanna Danuta Walters
Suzanna Danuta Walters es una socióloga, escritora, académica, feminista estadounidense. Es directora del Programa de Estudios de la Mujer, Género, y Sexualidad, desarrollando actividades científicas y académicas en el profesorado de sociología, en la Universidad Northeastern, Boston.
También es editora en jefe de Signs: Journal of Women in Culture and Society; y, la autora de varios libros, incluyendo a:
- The Tolerance Trap: How God, Genes, and Good Intentions are Sabotaging Gay Equality.[5][6][7]

Ha sido autora del op-ed «Why can't we hate men?» en el The Washington Post, en el que se abordaba los efectos a raíz de las múltiples denuncias de abuso sexual contra Harvey Weinstein.

## Educación
En 1990, Walters obtuvo su Ph.D. por la Universidad de la Ciudad de Nueva York.

### Libros
- Danuta Walters, Suzanna (1990). Lives together/worlds apart: mothers and daughters in popular culture (Tesis de Ph.D.). City University of New York. OCLC 23706659.

- Danuta Walters, Suzanna (1992). Lives together/worlds apart: mothers and daughters in popular culture. Berkeley: University of California Press. ISBN 9780520078512.

- Danuta Walters, Suzanna (1993). New york criminal law handbook: 1994. Place of publication not identified: Gould Publications. ISBN 9789993213499.

- Danuta Walters, Suzanna (1995). Material girls: making sense of feminist cultural theory. Berkeley: University of California Press. ISBN 9780520089785.

- Danuta Walters, Suzanna (2001). All the rage: the story of gay visibility in America. Chicago: University of Chicago Press. ISBN 9780226872315.

- Danuta Walters, Suzanna; Kimmel, Michael. Intersections: transdisciplinary perspectives on genders and sexualities. New York: New York University Press. OCLC 800925019.

- Danuta Walters, Suzanna (2014). The tolerance trap: how God, genes, and good intentions are sabotaging gay equality. New York: New York University Press. ISBN 9780814770573.

### Capítulos de libros
- Danuta Walters, Suzanna (2001). «Caged heat: the (r)evolution of women-in-prison films».  En McCaughey, Martha; King, Neal, eds. Reel knockouts violent women in the movies. Austin, Texas: University of Texas Press. pp. 106–123. ISBN 9780292752511.

### Artículos en revistas
- Danuta Walters, Suzanna (January 1985). «Caught in the web: a critique of spiritual feminism». Berkeley Journal of Sociology 30: 15-40. JSTOR 41035342.

- Danuta Walters, Suzanna (otoño-invierno de 1989). «As her hand crept slowly up her thigh: Ann Bannon and the politics of pulp». Social Text 23 (23): 83-101. JSTOR 466422. doi:10.2307/466422.

- Danuta Walters, Suzanna (Summer 1996). «From here to queer: radical feminism, postmodernism, and the lesbian menace (or, why can't a woman be more like a fag?)». Signs: Journal of Women in Culture and Society 21 (4): 830-869. JSTOR 3175026. doi:10.1086/495123.

- Danuta Walters, Suzanna (diciembre de 2012). «The kids are all right but the lesbians aren't: queer kinship in US culture». Sexualities 15 (8): 917-933. doi:10.1177/1363460712459311.

- Danuta Walters, Suzanna (Spring 2015). «Inaugural editorial: thinking and doing feminism». Signs: Journal of Women in Culture and Society 40 (3): 539-544. JSTOR 680025. doi:10.1086/680025. Texto.

- Danuta Walters, Suzanna (8 de junio de 2018). «Why can’t we hate men?». The Washington Post | Opinion. Archivado desde el original el 10 de junio de 2018. Consultado el 12 de marzo de 2019.